# BLUE ROSE (FANATIC◇CRISISの曲)
「BLUE ROSE」（ブルー・ローズ）は、2002年11月にリリースされたFANATIC◇CRISISの通算26枚目のシングルである。発売元はSTOICSTONE。

## 解説
前作より5カ月ぶりのシングル。初動売り上げは1万枚を下回り、累計売り上げもメジャーデビュー以降最低記録を更新した。
タイトル曲は日本テレビ系『ろみひー』（中京テレビ制作）EDテーマ。

## 収録曲
全作詞・作曲：石月努、編曲：神林義弘・FANATIC◇CRISIS
1. BLUE ROSE [4:52]
2. CODE NAME "BUTTERFLY" [3:11]
3. CODE NAME "BUTTERFLY" -mode ECLIPSE-
4. BLUE ROSE (Vox Less Version)
5. CODE NAME "BUTTERFLY" (Vox Less Version)
6. CODE NAME "BUTERFLY" -mode ECLIPSE- (Vox Less Version)

## 収録作品
- neverland（#1）
- THE BEST of FANATIC◇CRISIS Single Collection02（#1）
- THE BEST of FANATIC◇CRISIS B-Side Collection（#2）